# Zofiówka (Jastrzębie-Zdrój)
Zofiówka (dawniej Dubielec) – osiedle mieszkaniowe w mieście Jastrzębie-Zdrój, jedna z 21 jednostek pomocniczych miasta, 3 km od centrum. W jego obszarze znajduje się Kopalnia Węgla Kamiennego Borynia-Zofiówka-Jastrzębie – Ruch „Zofiówka”, zajmująca większość powierzchni. 
Składa się z pięciu ulic: Gerarda Malchera, Józefa Obracaja, Ruchu Oporu, Rybnickiej i Adolfa Wodeckiego. W swoich granicach administracyjnych graniczy z Osiedlem Jastrzębie Górne i Dolne na wschodzie, południu i zachodzie oraz z sołectwem Szeroka na północy. 
Budowę osiedla Dubielec (nazwa od pobliskiego przysiółka) dla górników Kopalni Węgla Kamiennego "Manifest Lipcowy" rozpoczęto w latach 70. w północnych, sąsiadujących z Szeroką rejonach dawnej wsi Jastrzębie Górne, włączonej w 1973 roku w granice miasta Jastrzębie-Zdrój. Po zmianie nazwy kopalni na KWK Zofiówka przemianowano tak samo nazwę przylegającego do niej osiedla.
Nazwę „Zofiówka” kopalnia jak i osiedle przejęły od kolonii Zofiówka, która jednak znajduje się w zupełnie innym rejonie miasta – w dzielnicy Moszczenica. Pod nazwą KKS „Zofiówka” w l. 90. funkcjonowały także dwa jastrzębskie kluby sportowe. W 2019 r. osiedle liczyło 2723 mieszkańców.